# Nationalversammlung (Kap Verde)
- PAICV: 30
- MpD: 38
- UCID: 4

Die Nationalversammlung (pt.: Assembleia Nacional) ist das Parlament im Einkammersystem von Kap Verde.
In die Nationalversammlung von Kap Verde werden 72 Abgeordnete nach dem Verhältniswahlrecht gewählt. Es befindet sich in der Hauptstadt Praia.
Das Parlament entstand nach der Unabhängigkeit Kap Verdes von Portugal 1975.

## Wahlen
Bei der Parlamentswahl in Kap Verde 2006 am 22. Januar 2006 wurde die sozialdemokratische Partei Partido Africano da Independência de Cabo Verde (PAICV) wieder Regierungspartei. Bei der Parlamentswahl 2011 wiederholte die PAICV ihren Erfolg.
Die bisher letzte Wahl fand 2021 statt, in der die Movimento para a Democracia (MpD) ihre 2016 errungene Mehrheit verteidigen konnte.